# Chapulling
Chapulling (în limba turcă: çapuling) este un neologism englez, apărut în timpul protestelor din Turcia din 2013, derivat din utilizarea de către primul ministru Erdoğan a termenului de çapulcu (în traducere liberă „vagabond”, „borfaș”) pentru a-i descrie pe demonstranți.
Cuvântul a prins la public, a fost adoptat și anglicizat de demonstranți cu un nou sens: a lupta pentru drepturi și libertăți. Mulți au dus conceptul și mai departe, integrând în definiție natura unica a demonstrațiilor din Turcia, definită ca „a acționa pentru a duce democrația unei nații pe o treaptă superioară, amintind guvernanților de rațiunea existenței lor, într-un mod pașnic și cu umor”.
Mișcarea a fost susținută de lingvistul și analistul politic Noam Chomsky, care s-a definit pe sine ca un „chapuller”.

## Paralelă cu „Golaniada” din piața Universității, 1990
Românii au remarcat similitudinea cu situația din 1990, când, în timpul protestelor anticomuniste din Piața Universității, președintele Ion Iliescu a calificat demonstranții ca fiind niște simpli golani. Și atunci, ca și acum în piața Taksim, cuvântul a fost imediat adoptat de protestatari și de susținătorii lor din mediul intelectual (inclusiv din cel internațional), care s-au declarat cu toții „golani”, iar demonstrația lor a devenit „Golaniada”. Această paralelă golan - çapulcu a fost comentată și în presa internațională ("Golaniada lui Erdogan").